# 天野創治郎
天野 創治郎（あまの そうじろう、1924年（大正13年）9月4日 - 1989年（平成元年）12月27日）は、日本の俳優。本名は、天野総治郎。東京都出身。劇団青年座創立同人。

## 人物・経歴
東京都出身。上智大学経済学部卒業。昭和29年、劇団青年座の創立に土方弘、氏家慎子、山岡久乃、中台祥浩、東恵美子、森塚敏、関弘子、成瀬昌彦、初井言榮とともに参加。その後は、同座研究所の教務主任を長く務めた。代表的な舞台に「第三の証言」「白蟻の巣」などがある。平成1年12月27日、死去。

## 代表的な舞台
- 「第三の証言」
- 「白蟻の巣」